# Hans Rinn
Hans Rinn (n. 19 martie 1953, Langewiesen, Turingia, Germania) este un sănier ce a reprezentat Germania, medaliat olimpic. A participat la 2 ediții ale Jocurilor Olimpice (1976, 1980) în care a câștigat două medalii de aur și o medalie de bronz.